# Béthines
Béthines é uma comuna francesa na região administrativa da Nova Aquitânia, no departamento de Vienne. Estende-se por uma área de 37,02 km². Em 2010 a comuna tinha 479 habitantes (densidade: 12,9 hab./km²).